# 육의전박물관
육의전박물관(六矣廛博物館)은 서울특별시 종로구 종로2가에 위치한 박물관이다. 건물 신축 도중 발굴된 육의전 유구를 없애지 않고, 건물주와 문화재청이 협의하여 건물 지하에 보존하는 방식으로 개관하였다.

## 연혁
- 2012년 8월 30일 : 개관[1]
- 2016년 6월 ~ 현재 : 휴관[2][3]